# خويلد بن أسد
خويلد بن أسد، هو والد أم المؤمنين خديجة بنت خويلد، وجد فاطمة الزهراء سيدة نساء العالمين من جهة أمها. وأمه: زهرة بنت عمرو بن خنثر، وكان خويلد من سادة قريش ومن أثرياء مكة، وكان أيضًا من أشراف وفرسان قريش، يكنى آبي الخسف، وتوفّي في حرب الفجَار أو قبلها.
ومن أبنائه هم: عدي، والعوام، وحزام، ونوفل، وبناته هم: خديجة عليها السلام، وهالة